# 六王镇
六王镇，是中华人民共和国广西壮族自治区玉林市容县下辖的一个乡镇级行政单位。

## 行政区划
六王镇下辖以下地区：
六王村、谭螺村、温风村、思良村、古里村、陈村、龙头村、古泉村、六槐村、金库村、塘垌村、谭和村、莲塘村、尤华村、佳香村、双善村、六青村和大公村。